# Apropos
Cet article possède un paronyme, voir À Propos.
apropos est une commande Unix qui permet de lister les manuels dont la description comprend les mots passés en arguments.
Chaque page de manuel comporte une courte description ; apropos recherche et affiche cette description pour chaque page correspondant au mot-clé qu'on lui fournit.
Le mot-clé est, par défaut, considéré en tant qu'expression rationnelle, comme avec l'option -r, mais peut aussi contenir des jokers (wildcards) avec l'option -w, ou rechercher une correspondance exacte avec le mot-clé grâce à l'option -e.
Avec ces options, il peut être nécessaire de placer le mot-clé entre guillemets (simples ou doubles) ou d'« échapper » avec « \ » les caractères spéciaux afin d'empêcher l'interpréteur de commandes de les interpréter.
Exemple :
```
$>
 
apropos
 
vector

 
composeglyphs
 
(
1
)
    
-
 
generate
 
an
 
encoding
 
vector
 
or
 
new
 
font
 
for
 
postscript

 
inkscape
 
(
1
)
         
-
 
an
 
SVG
 
(
Scalable
 
Vector
 
Graphics
)
 
editing
 
program.

 
pstoedit
 
(
1
)
         
-
 
a
 
tool
 
converting
 
PostScript
 
and
 
PDF
 
files
 
into
 
variou...

 
vector
 
(
3blt
)
        
-
 
Vector
 
data
 
type
 
for
 
Tcl

```

## Commandes complémentaires
- whatis : Affiche la description des pages de manuel
- man : Interface de consultation des manuels de référence en ligne